# 宮城川崎インターチェンジ
宮城川崎インターチェンジ（みやぎかわさきインターチェンジ）は宮城県柴田郡川崎町にある山形自動車道のインターチェンジ。
川崎町中心部近くに存在する。
宮城川崎インターチェンジの「宮城」は、神奈川県川崎市にある、東名高速道路の東名川崎インターチェンジや第三京浜道路の京浜川崎インターチェンジ、それに新潟県長岡市川崎町にある川崎インターチェンジとの区別のために「宮城」県の「川崎」町ということでつけられている。
IC番号は「1」である。

## 歴史
- 1988年（昭和63年）10月13日：村田JCT - 宮城川崎IC間開通に伴い、供用開始（この時は暫定2車線で供用）[1]。
- 1990年（平成2年）10月4日：宮城川崎IC - 笹谷IC間開通（この時は暫定2車線で供用）[1]。
- 1997年（平成9年）11月28日：村田JCT - 笹谷IC間が4車線化される[1]。

## 周辺
- 宮城県大河原産業高等学校川崎校
- 川崎町役場
- 国営みちのく杜の湖畔公園
- ボートピア川崎

## 接続する道路
- 直接接続
  - 国道286号（国道457号重複）
  - 宮城県道14号亘理大河原川崎線

## 料金所
- ブース数：4

### 入口
- ブース数：2
  - ETC専用：1
  - 一般：1

### 出口
- ブース数：2
  - ETC専用：1
  - 一般：1

## 隣
E48 山形自動車道
(26) 村田JCT - (1) 宮城川崎IC - 古関PA - (2) 笹谷IC